# Resource Acquisition Is Initialization
Resource Acquisition Is Initialization (RAII), перекладається як «Отримання ресурсу є ініціалізація» — програмна ідіома, яка використовується в деяких об`єктно-орієнтовних мовах програмування, більшою мірою в C++, звідки вона взяла початок, але також застосовується в D, Ada, і Vala.
Відповідно RAII, утримання ресурсу тісно прив'язане до життєвого циклу об'єкта: алокація ресурсу (отримання) відбувається в момент створення об'єкта за допомогою конструктора, а деаллокація (звільнення) відбувається в момент знищення об'єкта за допомогою деструктора. Якщо об'єкти видаляються правильно, витоків ресурсів не відбувається.
Інші назви цієї ідіоми: Constructor Acquires, Destructor Releases (CADRe) і Scope-based Resource Management (SBRM);

## Переваги
Перевагами RAII, як техніки керування ресурсами є те, що вона забезпечує інкапсуляцію, безпечність при виняткових ситуаціях (для відслідковування ресурсів), і локальність (дозволяє написати логіку отримання ресурсу і вивільнення поруч в одному місці).
Інкапсуляція забезпечується тим, що логіка управління ресурсами описана один раз в класі, а не в кожному місці де вона використовується. Безпека при виняткових ситуаціях забезпечується для стекових ресурсів (ресурси звільняються в тій самій області видимості в якій вони були створені) завдяки прив'язці до життєвого циклу стекової змінної (локальної змінної оголошеної в даному блоці): якщо виникає виняткова ситуація (англ. exception), і існує відповідний блок відловлювання помилок, єдиний код, який буде завжди виконаний після виходу із даної області видимості, це деструктори об'єктів об'явлених в цій області видимості. Локальність, забезпечується завдяки написанню конструктора і деструктора у визначенні класу поруч один з одним.
Управління ресурсами, таким чином, повинно бути тісно прив'язаним до тривалості життя відповідних об'єктів, щоб отримати автоматичну алокацію й очищення. Ресурси створюються в процесі ініціалізації, коли немає жодної можливості використати їх раніше, перш ніж вони стануть доступними й звільнити їх гарантовано, навіть у разі виникнення помилок.

## Типове застосування
RAII часто використовується для контролювання замикання м'ютексу (mutex) у багатопотокових застосунках. В такому випадку, при знищенні об'єкт гарантовано відпускає м'ютекс. Без застосування RAII існує потенційна загроза взаємного блокування (deadlock) м'ютексів. При використанні RAII, код, який отримує м'ютекс включає в собі логіку в якій м'ютекс буде звільнено коли виконання програми вийде за область видимості об'єкта.
Інше типове застосування, це робота з файлами: ми можемо мати об'єкт, який зберігає посилання на файл, який буде відкритий для запису в конструкторі, і закритий в деструкторі. В обох випадках, RAII гарантує лише те, що ресурс буде звільнено коректно, але програмісту слід контролювати безпеку при виникненні виняткових ситуацій власноруч. Якщо код, який проводить модифікацію даних, не є безпечним, м'ютекс може бути не взятий, або файл закритий так, що структура даних файлу буде пошкоджена.
Керування динамічно виділеними об'єктами також можна здійснювати за допомогою RAII. Для цього стандартна бібліотека C++ 11 має реалізацію так званого розумного вказівника std::unique_ptr для об'єкта з одним власником, і std::shared_ptr для об'єктів, на які існує декілька посилань. Схожі реалізації також існують в C++ 98 — std::auto_ptr і в бібліотеці Boost — boost::shared_ptr.

## Приклад на C++11
Наступний приклад на C++11 демонструє використання RAII для доступу до файлів і синхронізації м'ютексів:
```
#include
 
<string>

#include
 
<mutex>

#include
 
<iostream>

#include
 
<fstream>

#include
 
<stdexcept>

void
 
write_to_file
 
(
const
 
std
::
string
 
&
 
message
)
 
{

    
// м’ютекс для захисту доступу для файлу

    
static
 
std
::
mutex
 
mutex
;

    
// взяття м’ютексу перед операціями з файлом

    
std
::
lock_guard
<
std
::
mutex
>
 
lock
(
mutex
);

    
// перевірка відкриття файлу

    
std
::
ofstream
 
file
(
"example.txt"
);

    
if
 
(
!
file
.
is_open
())

        
throw
 
std
::
runtime_error
(
"Неможливо відкрити файл"
);

    

    
// запис повідомлення до файлу

    
file
 
<<
 
message
 
<<
 
std
::
endl
;

    

    
// файл буде закрито першим при виході з області видимості (незалежно від виняткових ситуацій)

    
// м’ютекс буде звільнено наступним (в деструкторі lock)

}

```

Цей код є безпечним для виняткових ситуацій, оскільки C++ гарантує, що всі стекові об'єкти буде знищено після виходу з області видимості. Деструктор для обох об'єктів: lock і file гарантовано буде викликано при поверненні керування з функції, незалежно від того, сталася виняткова ситуація (exception) чи ні.
Локальні змінні дозволяють легко керувати кількома ресурсами в одній функції: вони знищуються у зворотньому порядку відповідно до того, як створювалися, а об'єкти знищуються лише тоді, коли вони були вдало створені, якщо не відбулося виняткових ситуацій в момент створення об'єкта.
Використання RAII значно спрощує процедуру управління ресурсами, зменшує об'єми коду і дозволяє пересвідчитися в коректності програми, тому більша частина стандартної бібліотеки C++ дотримується цієї ідіоми.